# Flarchheim
Flarchheim è una frazione del comune tedesco di Unstrut-Hainich, nel Land della Turingia.

## Storia
Il 1º gennaio 2019 il comune di Flarchheim venne fuso con i comuni di Altengottern, Großengottern, Heroldishausen, Mülverstedt e Weberstedt, formando il comune di Unstrut-Hainich.